# Castel Rigone Calcio
Castel Rigone Calcio là một câu lạc bộ bóng đá Ý, có trụ sở tại Castel Rigone, một frazione của Passignano sul Trasimeno, Umbria.

## Lịch sử
Câu lạc bộ được thành lập vào năm 1998. Vào năm 2002, đội đã được thăng hạng từ Terza Cargetoria Umbra, giải đấu thấp nhất trong khu vực của mình, lên Eccellenza Umbra chỉ sau 4 năm qua 4 chức vô địch liên tiếp. Năm 2009, đội được thăng hạng lên Serie D với tư cách là á quân và người chiến thắng Coppa Umbria Eccellenza. Vào năm 2013, đội đã được thăng hạng (với tư cách là nhà vô địch bảng E) lên Lega Pro Seconda Divisione, nhưng đội bóng kết thúc mùa giải ở vị trí thứ hai từ dưới lên vào cuối mùa. Tuy nhiên, đội đã từ chối trở lại Serie D và bị loại khỏi hệ thống bóng đá, giải thể đội hình chính. Nó bây giờ chỉ đào tạo bóng đá trẻ.

## Màu sắc và huy hiệu
Màu sắc của đội là trắng và xanh.